# Ali Nail Durmuş
Ali Nail Durmuş (* 20. November 1970 in Akyazı, Türkei) ist ein ehemaliger türkischer Fußballspieler, -trainer, -manager und Politiker. Wegen seiner Tätigkeit für Bursaspor wird er als Eigengewächs stark mit diesem Verein assoziiert. Auf Fan- und Vereinsseite wird er als einer der bedeutendsten Spieler der Klubgeschichte aufgefasst.

## Spielerkarriere

### Verein
Durmuş kam 1969 in der westtürkischen Stadt Akyazı auf die Welt. Zum Ende seiner Grundschulausbildung nahm er an einem Entry Draft von Bursaspor teil und wurde anschließend in die Nachwuchsabteilung dieses Vereins aufgenommen. Zur Saison 1986/87 erhielt er einen Profivertrag und wurde mit 17 Jahren vom Cheftrainer Nevzat Güzelırmak in den Kader der 1. Mannschaft aufgenommen. Trotz seiner Jugend schaffte er es schnell zum Stammspieler und bildete mit Nenad Bijedić, Ahmet Kılıç und Çetin Kahraman den Sturm seiner Mannschaft. Bis zum Saisonende erzielte er in 28 Ligaspielen 4 Tore. Sein Verein beendete die Saison auf dem 5. Tabellenplatz und wiederholte die bis dato zweitbeste Erstligaplatzierung der Vereinsgeschichte. In den nächsten drei Spielzeiten festigte Durmuş seine Stellung innerhalb der Mannschaft. In der Saison 1991/92 startete Bursaspor mit dem jugoslawischen Trainer Đorđe Milić. Dieser Trainer ließ Durmuş weiterhin als Stammspieler auflaufen. Nachdem der Verein unter diesem Trainer weit hinter den Erwartungen geblieben war, wurde er Mitte November durch den früheren Trainer Yılmaz Vural ersetzt. Dieser Trainer hatte bereits vor zwei Jahren Durmuş' Verein trainiert. Unter diesem Trainer bildete Durmuş mit damals unbekannten Spielern wie Vedat Vatansever, Hakan Şükür, Taner Ertaş und Feti Okuroğlu, die alle später zu bekannten Größen des türkischen Fußballs werden sollten, eine erfolgreiche Mannschaft. Ergänzt wurde die Mannschaft mit Routiniers wie Feyzullah Küçük, Turan Şen, Ján Gabriel. Mit dieser Mannschaft erreichte man den 6. Tabellenplatz. Durmuş wurde mit neun Toren wettbewerbsübergreifend drittbester Torschütze seiner Mannschaft. Im Türkischen Fußballpokal derselben Spielzeit erreichte das Team das Finale. Im damals mit Hin- und Rückspiel ausgespielten Pokalfinale gewann Bursa das erste Spiel vor heimischer Kulisse deutlich mit 3:0 gegen Trabzonspor. Das Rückspiel verlor man mit 1:5 und verpasste so den sicher geglaubten Pokalgewinn. Durmuş hatte mit seinen zwei Pokalwettbewerbstreffern und etlichen Vorlagen erheblich zum Finaleinzug beigetragen. Im Rückspiel des Pokalfinales sah Durmuş nach Spielabpfiff eine Rote Karte. Durmuş erzielte beim 3:0-Hinspiel einen Treffer und sah bei der herben Rückspielniederlage in der Nachspielzeit eine Rote Karte. Nach eigenen Angaben war die Enttäuschung über diese Pokalniederlage bei ihm so groß gewesen, dass er sich in seiner gesamten Spielerkarriere davon nicht erholte. Die posttraumatischen Auswirkungen seien aus seiner Sicht dermaßen groß gewesen, dass sie ihn von einer großen Karriere abgehalten hätten. Nach dem verpassten Pokalgewinn trat man im Premierminister-Pokal gegen Fenerbahçe Istanbul an. Das Spiel entschied Bursaspor mit 3:1 für sich und gewann nach 1971, in dem sich der Verein schon mal mit 1:0 gegen Fenerbahçe durchsetzte, diesen Pokal zum zweiten Mal. Durmuş erzielte dabei per Elfmeter den Ausgleichstreffer zum 1:1. Die weiteren Treffer erzielten die beiden anderen Youngsters Vedat Vatansever und Hakan Şükür. In der folgenden Spielzeit belegte man erneut den 6. Tabellenplatz und im türkischen Fußballpokal erreichte Bursaspor das Viertelfinale. Durmuş wurde hierbei mit acht Treffern der erfolgreichste Torschütze seines Vereins. Er erhielt zum Saisonende von den drei großen Istanbuler Vereinen Beşiktaş Istanbul, Fenerbahçe Istanbul und Galatasaray Istanbul Angebote, hielt aber seinem Heimatverein die Treue. Zum Sommer 1993 verließ der Trainer Vural den Verein und wurde durch den Deutschen Trainer Sepp Piontek ersetzt. Unter diesem neuen Trainer erreichte der Verein in neun Ligaspielen zehn Punkte und blieb weit hinter den Erwartungen zurück. So reagierte die Vereinsführung und ersetzt Piontek durch Nevzat Güzelırmak. Auch unter diesem Trainer erlebte man eine durchwachsene Saison und belegte zum Saisonende den 9. Tabellenplatz. Durmuş genoss das Vertrauen beider Trainer. Durch diesen Misserfolg herrschte im Verein eine Missstimmung. Durmuş, an dem besonders Fenerbahçe interessiert war, entschied sich, den Verein zu verlassen.
Fenerbahçe besaß zum Zeitpunkt des Wechsels mit Spielern wie Bülent Uygun, Aykut Kocaman, Feyyaz Uçar, Rıdvan Dilmen, Oğuz Çetin mehrere Torschützenkönige und Nationalspieler im Kader, dass Durmuş nur sporadisch zu Spieleinsätzen kommen konnte. So absolvierte er bis zum Saisonende lediglich neun Ligaspiele, von denen lediglich zwei über die volle Spiellänge. Für die kommende Saison verstärkten sich die Istanbuler im Offensivbereich mit Spielern wie Dalian Atkinson, Jay-Jay Okocha, Elvir Bolić, Saffet Sancaklı, so dass Durmuş bis zur Winterpause ein Reservistendasein fristete und zu lediglich zwei Ligaeinsätzen kam. Für die Rückrunde wurde er an den Erstligisten Vanspor ausgeliehen und für die nächste Saison an Zeytinburnuspor. Nachdem er sich in diesen beiden Spielstationen wieder behaupten konnte, wurde er für die nächste Saison im Kader behalten. In der kommenden Saison gewann er mit Fenerbahçe den Premierminister-Pokal und spielte in nur einer Ligapartie.
Im Sommer 1998 wechselte er zum Zweitligisten Göztepe Izmir. Mit diesem Verein wurde er in der Zweitligasaison 1998/99 Playoffsieger der Liga und steig damit in die 1. Lig.
Ab Sommer 2000 spielte er der Reihe nach bei MKE Kırıkkalespor, Tekirdağspor und Kahramanmaraşspor und beendete anschließend 2004 seine aktive Spielerkarriere.

### Nationalmannschaft
Durmuş startete seine Nationalmannschaftskarriere 1986 in der türkischen U-16-Nationalmannschaft. Mit dieser qualifizierte er sich für die U-16-Fußball-Europameisterschaft 1987. Nach der Qualifikation gehörte er auch zum Turnierkader. Hier erreichte man den Gruppensieg der Gruppe A und traf im Halbfinale auf die italienische U-16. Das Spiel verlor man mit 0:1 und musste im Spiel um Platz drei gegen den Gastgeber Frankreich antreten. Diese Begegnung verlor die Mannschaft deutlich mit 0:3 und erreichte somit den vierten Platz. Durmuş spielte während dieses Turniers in allen Begegnungen seiner Mannschaft.
Nach der U-16 spielte Durmuş zwei Jahre für die türkische U-18 und anschließend 17 Partien für die Türkische U-21-Nationalmannschaft, in denen er viermal traf.
Im Sommer 1991 nahm er mit der olympischen Auswahl der Türkei an den Mittelmeerspielen in Athen teil und gewann die Silbermedaille.
Durch seine gezeigten Leistungen bei Bursaspor wurde Durmuş vom damaligen Nationalcoach Sepp Piontek im Rahmen dreier Qualifikationsspiele für die WM 1994 in den Kader der türkischen Nationalmannschaft nominiert. Hier saß er in drei Begegnungen auf der Ersatzbank und wurde nicht eingesetzt.

## Trainerkarriere
Durmuş arbeitete bereits in seiner vorletzten Spielerstation beim Viertligisten Tekirdağspor interimsweise als Spielertrainer.
Nach Beendigung seiner Spielerkarriere übernahm Durmuş im Sommer 2004 den Viertligisten Kütahyaspor und arbeitete damit erstmals als Cheftrainer. Diesen Verein verließ er zum Saisonende und übernahm stattdessen für die kommende Spielzeit den Iğdırspor. Anschließend folgten Trainerstationen bei diversen Vereinen der TFF 2. Lig, TFF 3. Lig bzw. der regionalen Amateurliga.
Zur Rückrunde der Saison 2013/14 übernahm Durmuş den stark abstiegsgefährdeten Zweitligisten Tavşanlı Linyitspor.

## Trivia
- Durmuş ist durch seine nationalistische Gesinnung bekannt und steht der MHP nahe.[4]

## Erfolge

### Als Spieler
Mit Bursaspor
- Türkischer Pokalfinalist: 1991/92
- Premierminister-Pokalsieger: 1992

Mit Fenerbahçe Istanbul
- Premierminister-Pokalsieger: 1998
- TSYD-Istanbul-Pokalsieger: 1994/95, 1995/96

Mit Göztepe Izmir
- Playoffsiefer der TFF 1. Lig und Aufstieg in die TFF 1. Lig: 1998/99